# Jesus, du weißt
Jesus, du weißt ist ein Dokumentarfilm von Ulrich Seidl, in dem gläubige Christen dem österreichischen Regisseur ihre Beichten und Gebete anvertrauen. Der Film wurde 2003 mit dem Wiener Filmpreis ausgezeichnet.

## Inhalt
Sechs Menschen vertrauen in Wiener Kirchen in einem persönlichen Gespräch an Gott Regisseur Ulrich Seidl ihre Beichten und Gebete an. Sie bitten darum, ihnen Kraft zu verleihen bei der Lösung von partnerschaftlichen Problemen, bei Konflikten und Meinungsverschiedenheiten mit ihren Kindern sowie beim Umgang mit körperlichen und geistigen Leiden. Dabei kommen auch die intimsten Dinge zur Sprache.
Diese Monologe, in denen die Betenden frontal in die Kamera blicken, werden immer nur kurz unterbrochen: von Chören und einigen starren Einstellungen, die die Protagonisten bei Alltagstätigkeiten zu Hause zeigen.
Der Film zeigt das Bedürfnis der Menschen nach Glauben und Religion. Zugleich wird dabei aber auch deutlich, dass die Religion allein das Bedürfnis nach Nähe nur unzureichend zu stillen vermag.

## Entstehung
Zunächst sollten im Film auch die sehr unterschiedlichen Jesus-Vorstellungen der Gläubigen thematisiert werden. Regisseur Ulrich Seidl entschied sich jedoch letztlich gegen diese Variante, da der Film „keine Jesus-Dokumentation“ als solche darstellen sollte.
Im Interview mit Karin Schiefer von der Austrian Film Commission gab Seidl an, dass er für seinen Film bewusst „keine Glaubensextremisten“, sondern Menschen aus dem „normalen Kirchenvolk“ gesucht habe. Gereizt habe ihn vor allem „die Intimität zwischen Gott und Mensch“, die wahrscheinlich „das Intimste“ sei, „das es gibt“. „Es ist ein großes Geheimnis und ein großes Tabu“, so Seidl.

## Auszeichnung
Für Jesus, du weißt erhielt Regisseur Ulrich Seidl 2003 den Wiener Filmpreis.

## Veröffentlichung auf DVD
Der Film erschien in der Edition Der österreichische Film der Zeitung Der Standard (Nr. 210).